# Mandeure
Mandeure település Franciaországban, Doubs megyében. Lakosainak száma 4672 fő (2022. január 1.). Mandeure Écurcey és Valentigney községekkel határos.

## Népesség
A település népességének változása:
| Lakosok száma | 5550 | 6105 | 5402 | 5035 | 4852 | 4847 | 4819 | 4795 | 4795 | 4672 |
|               | 1968 | 1982 | 1990 | 2006 | 2013 | 2015 | 2017 | 2019 | 2020 | 2022 |